# Paul Ehrenfest
Paul Ehrenfest   (Viena, 18 de gener de 1880 - Amsterdam, 25 de setembre de 1933) fou un físic teòric austríac i holandès, que va fer contribucions importants en el camp de la mecànica estadística i les seves relacions amb la mecànica quàntica, incloent-hi la teoria de transicions de fase i el teorema d'Ehrenfest.

## Biografia
Paul Ehrenfest va néixer i créixer a Viena dins una família jueva de Loštice (Moravia). Es va llicenciar en Química a l'Institut de tecnologia, seguint cursos a la Universitat de Viena, en particular de Ludwig Boltzmann en la teoria cinètica de la termodinàmica, que estimularen el seu interès en física teòrica. El 1901 Ehrenfest es va traslladar a Göttingen, centre important de matemàtiques i física teòrica, on va conèixer la seva futura muller, Tatyana Afanasyeva, una jove matemàtica nascuda a Kíiv. En la primavera de 1903 va conèixer H.A. Lorentz i va preparar una dissertació sobre Dau Bewegung starrer Körper en Flüssigkeiten und dau Mechanik von Hertz (El moviment dels cossos rígids en fluids i la mecànica de Hertz). Va obtenir el seu doctorat el 1904 a Viena. Del 1906 al 1911 va escriure un llarg article sobre mecànica estadística, juntament amb la seva dona, per a Enzyklopädie der mathematischen Wissenschaften. El 1912 Ehrenfest va fer una gira per universitats germanòfones cercant una posició fixa. Va visitar Max Planck a Berlin, Herglotz a Leipzig, Múnic on va conèixer Arnold Sommerfeld, i Praga on va conèixer Albert Einstein. Quan H. A. Lorentz va dimitir de la seva posició com a professor a la Universitat de Leiden va proposar Ehrenfest com el seu successor.

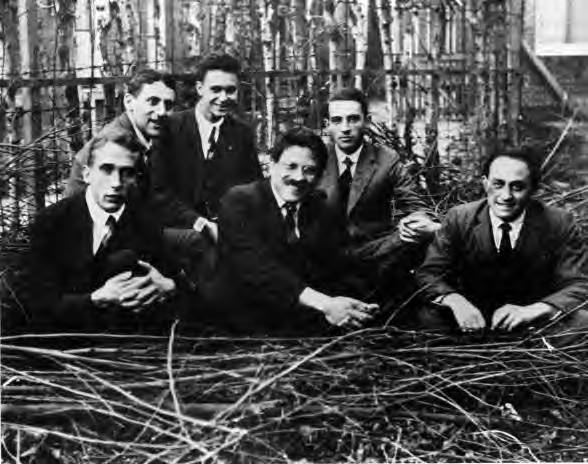
Estudiants d'Ehrenfest a Leiden (1924). D'esquerra a dreta: Gerhard Heinrich Dieke, Samuel Abraham Goudsmit, Jan Tinbergen, Paul Ehrenfest, Ralph Kronig, i Enrico Fermi

A Leiden, Ehrenfest va tenir un impacte important en molts físics entre els anys 1912 i 1930. Entre els seus estudiants a Leiden cal comptar-hi amb Johannes Burgers, Hendrik Anthony Kramers, Dirk Coster, George Uhlenbeck i Samuel Goudsmit, que esdevindrien famosos per proposar el concepte d'espín de l'electró, Jan Tinbergen, Arend Rutgers, Hendrik Casimir, Gerhard Dieke, Dirk Struik, i Gerard Kuiper. Entre els seus ajudants cal destacar Yuri Krutkov, Viktor Trkal, Adriaan Fokker, Paul Epstein, i Gregory Breit. Nombrosos científics joves estrangers van passar un període al seu laboratori com Gunnar Nordström, Enrico Fermi, Igor Tamm, Oskar Klein, Robert Oppenheimer, Walter Elsasser, Ralph Kronig, Werner Heisenberg, Paul Dirac, i David Dennison. El 1919 esdevingué membre de l'Acadèmia Reial d'Arts i Ciències dels Països Baixos.
De la correspondència amb els seus amics propers el 1931, s'evidencia que Ehrenfest pateix una depressió severa. El 1932, Einstein demana a la Universitat de Leiden de reduir la seva càrrega de treball. El 25 de setembre de 1933 Ehrenfest se suïcida a Amsterdam, després de disparar al seu fill més jove Wassik que patia síndrome de Down.

## Recerca

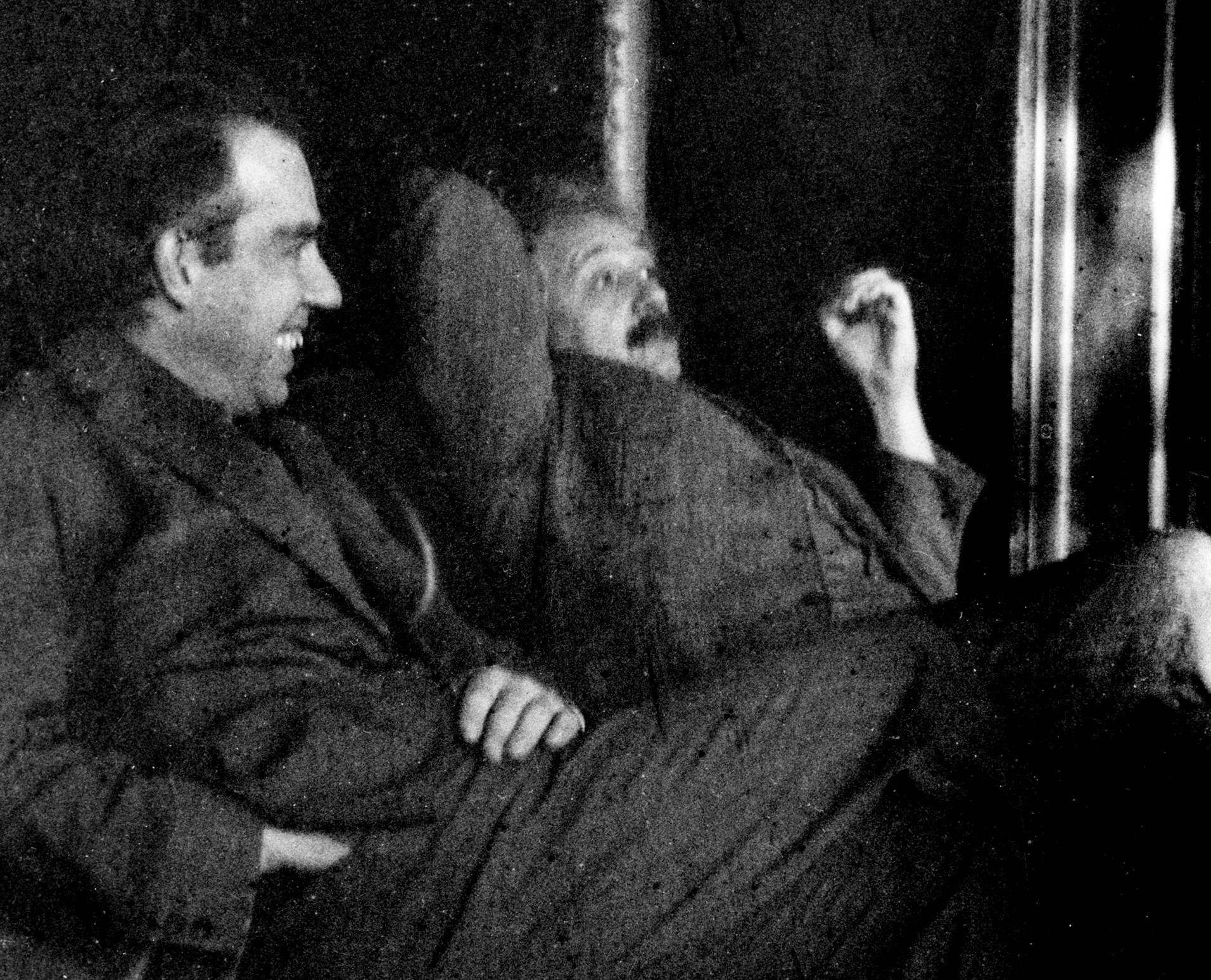
Niels Bohr i Albert Einstein debatent sobre teoria quàntica a casa d'Ehrenfest a Leiden (desembre 1925)

La contribució més important d'Ehrenfest de 1912 fins a 1933 és la teoria d'invariants adiabàtics. És un concepte derivat de la mecànica clàssica que per una banda pot servir per a refinar el model de Bohr de l'àtom (tot i que inicialment Ehrenfest no va acceptar les idees de Bohr) i d'altra banda enllaçar la mecànica estadística amb la mecànica atòmica. Va fer contribucions importants a física quàntica, incloent-hi la teoria de transicions de fase i el teorema d'Ehrenfest, que afirma que els valors d'esperança matemàtica d'un sistema quàntic segueixen les lleis de la mecànica clàssica. El seu nom està lligat també a la paradoxa d'Ehrenfest, sobre la rotació d'un disc "rígid" en teoria de la relativitat, al model d'Ehrenfest de difusió (publicat amb la seva dona), i al temps d'Ehrenfest, que caracteritza el temps de sortida de la dinàmica quàntica per a observables de dinàmica clàssica.
Ehrenfest era particularment proper a Einstein i Bohr, i els va convidar ambdós a Leiden en un intent de reconciliar les seves diferències científiques sobre l'emergent teoria quàntica. Aquestes discussions foren continuades el 1927 a la Congrés de Solvay, on Ehrenfest, a desgrat seu, va haver de fer costat a la posició de Bohr en aquest important debat.
Ehrenfest també estava interessat en el desenvolupament de teories matemàtiques en economia, a partir de l'analogia entre la termodinàmica i els processos econòmics. Tot i que ell no va publicar en aquest camp, el seu estudiant de postgrau Jan Tinbergen va dedicar la tesi a problemes de física i economia, esdevenint economista i rebent el Premi Nobel d'Economia el 1969.